# Kara większa
Kara większa – opowiadanie fantastyczne Marka S. Huberatha z 1991 roku zaliczane do fantastyki religijnej, nagrodzone Nagrodą im. Janusza A. Zajdla.

## Historia wydań
Tekst ukazał się po raz pierwszy w „Nowej Fantastyce” nr 7/1991. Był także publikowany w autorskich zbiorach opowiadań Ostatni, którzy wyszli z raju i Balsam długiego pożegnania, antologiach: Co większe muchy i Rakietowe szlaki (tom 3), oraz fanzinie „Czerwony Karzeł” #12.
Opowiadanie zostało przetłumaczone na język angielski przez Wieśka Powagę pod tytułem The Greater Punishment i opublikowane w tomie The Dedalus Book of Polish Fantasy (1996).

## Treść
Główny bohater, Ruder Milenkowicz, odpokutowując swe winy przebywa w zaświatach, które przypominają hitlerowski obóz koncentracyjny lub sowiecki gułag. Okaleczony po licznych torturach, zostaje przeniesiony do lżejszej sekcji, gdzie powoli układa sobie byt. Okazuje się jednak, że to tylko faza przejściowa.

## Odbiór i analiza
W 1992 na Polconie w Białymstoku, Marek S. Huberath otrzymał za Karę większą Nagrodę im. Janusza A. Zajdla w kategorii najlepsze opowiadanie. Opowiadanie jest zaliczane jest do klasyki polskiej fantastyki.  Tadeusz A. Olszański. pisząc w 1994, uznał je za "dotychczas najwybitniejsze dzieło polskiej fantastyki religijnej". 
Za bardzo udane, choć kontrowersyjne, Olszański uznał poruszenie tematu nie narodzonych, za nieco mniej udane uznał porównania piekła do sowieckiego obozu; opowiadanie uznał także za nie przedstawiające perspektywy satanistycznej, gdyż choć przedstawia ono wizję piekła, jest oczywiste jednak, że "Szatan jest panem tylko o tyle, na ile pozwala mu Ten, którego imienia nikt w diabolicznym świecie nie jest w stanie wymówić".
Konrad Walewski pisze, że jest to, wraz z „Wrócieeeś Sneogg, wiedziaam...”, najbardziej charakterystyczny tekst Huberatha, ponieważ „porusza kwestię moralnych i etycznych konsekwencji poddania ludzkości skrajnie wrogim warunkom, niepewności ontologicznej oraz nieprzejrzystym, trudno rozpoznawalnym regułom rządzącym światem”.
Joanna Kułakowska pisze, że opowiadanie „poraża wizją”, a także „przykuwa uwagę hiperrealistyczną dosadnością odmalowanego przez autora obrazu”.
Recenzentka katolickiego portalu Christianitas, odnosząc się do jednego z wątków opowiadania, porównuje tekst z opowiadaniem Philipa K. Dicka Przedludzie (opisującego społeczeństwo, gdzie granica dopuszczalności aborcji została przesunięta do 12 roku życia). Ocenia, że Huberath podjął wątek „we wstrząsający sposób”, ale oryginalnie: „z perspektywy świata «po tamtej stronie», z jednej strony jako krzyczącą niesprawiedliwość wyrządzoną zupełnie bezbronnym, z drugiej słychać u niego echo teologicznej dysputy na temat pośmiertnego losu dzieci nieochrzczonych”.